# سنديان كوستاريكي
سنديان كوستاريكي (الاسم العلمي: Quercus costaricensis)، نوع من أنواع السنديان الأصلي لأمريكا الوسطى (كوستاريكا وهندوراس وبنما). غالباً ما يوجد مع Quercus copeyensis (سنديان كوبين) في الغابات الجبلية العليا، إلى ارتفاع 3100 متر.